# Claudia Hirn
Claudia Hirn (* 6. Jänner 1981 in Rum) ist eine österreichische Politikerin (ÖVP). Sie war zwischen 2003 und 2008 Abgeordnete zum Tiroler Landtag.

## Ausbildung und Beruf
Claudia Hirn besuchte zwischen 1987 und 1995 die Volks- und Hauptschule in Silz und absolvierte im Anschluss die Bundesfachschule für Tourismusberufe, Fachrichtung Tourismus, in Zell am Ziller, die sie 1997 mit der Abschlussprüfung abschloss. Von 1999 bis 2002 besuchte Hirn den Aufbaulehrgang der BHAK Telfs, wo sie 2002 die Matura ablegte.
Während ihrer Ausbildungsphase absolvierte Hirn diverse Praktika in Tourismusbetrieben. Zudem arbeitete sie im elterlichen Gasthaus Post mit. Zwischen 2002 und April 2007 war sie Redakteurin der Österreichischen Bauernzeitung, seitdem ist sie im elterlichen Gasthaus in Silz tätig.

## Politik
Claudia Hirn lernte die Politik durch ihren Vater, Bürgermeister von Silz, schon in der Kindheit kennen. Sie war Schülervertreterin und wurde zur Bezirksleiterin der Jungbauernschaft/Landjugend im Bezirk Imst gewählt. Seit 2002 ist sie Landesleiterin der Tiroler Jungbauernschaft/Landjugend. Sie ist zudem Ortspartei-Obfrau der Tiroler Volkspartei Silz, Bezirksobfrau des Forums Land Bezirk Imst. Ab dem 21. Oktober 2003 vertrat sie die ÖVP als damals jüngste Abgeordnete im Tiroler Landtag. Sie war ab 2003 Mitglied im Finanzausschuss, im Immunitäts- und Unvereinbarkeitsausschuss und im Ausschuss für Gesellschaft, Bildung, Kultur und Sport. Ab 2006 gehörte sie zudem dem Ausschuss für Föderalismus und Europäische Integration an. Hirn war bis 2008 Jugendsprecherin der ÖVP Tirol, im Zuge der Landtagswahl in Tirol 2008 scheiterte sie am Wiedereinzug in den Landtag und schied mit dem 1. Juli 2008 aus.